# ميلتون كاردونا
ميلتون كاردونا (بالإنجليزية: Milton Cardona)‏ هو عازف جاز وطبال أمريكي، ولد في 21 نوفمبر 1944 في ماياجويز في الولايات المتحدة، وتوفي في 19 سبتمبر 2014 في نيويورك في الولايات المتحدة بسبب قصور القلب.

## وصلات خارجية
- ميلتون كاردونا على موقع IMDb (الإنجليزية)
- ميلتون كاردونا على موقع ميوزك برينز (الإنجليزية)
- ميلتون كاردونا على موقع أول ميوزيك (الإنجليزية)
- ميلتون كاردونا على موقع ديسكوغز (الإنجليزية)